# Swartzia caudata
Swartzia caudata är en ärtväxtart som beskrevs av John Macqueen Cowan. Swartzia caudata ingår i släktet Swartzia och familjen ärtväxter. Inga underarter finns listade i Catalogue of Life.